# كأس رابطة الأندية الإنجليزية المحترفة 1973–74
كأس رابطة الأندية الإنجليزية المحترفة 1973–74 هو الموسم 14 من كأس رابطة الأندية الإنجليزية المحترفة. أقيم خلال الفترة 28 أغسطس 1973 وحتى 1974، وأشرف على تنظيمه دوري كرة القدم الإنجليزي، وكان عدد الأندية المشاركة فيه 92، وفاز فيه وولفرهامبتون واندررز.